# Маскара (приток Уфы)
Маскара (баш. Масҡары) — река в России на Среднем Урале, протекает по Нязепетровскому району Челябинской области, включая границу с Белокатайским районом республики Башкортостан. Устье реки находится в 743 км по левому берегу реки Уфа. Длина реки составляет 37 км.

## Притоки
- 20 км: Карагай
- 25 км: Имай

## Данные водного реестра
По данным государственного водного реестра России относится к Камскому бассейновому округу, водохозяйственный участок реки — Уфа от Нязепетровского гидроузла до Павловского гидроузла, без реки Ай, речной подбассейн реки — Белая. Речной бассейн реки — Кама.
Часть русла входила в зону затопления Верхне-Араслановского водохранилища.
Код объекта в государственном водном реестре — 10010201112111100020513.